# Aegna

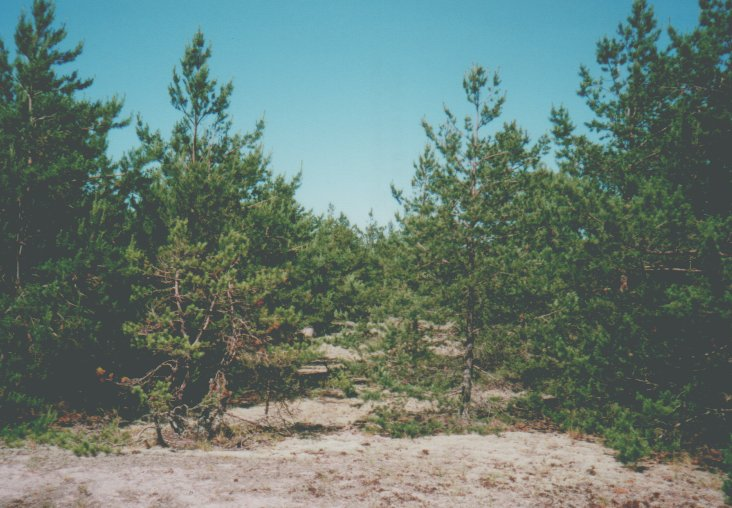
Borovice na písčinách šíje Lemmiku kael

Aegna (ve starších pramenech též Äigna, německy Wulf, švédsky Ulfsö) je jeden z malých estonských ostrovů v Baltském moři, významný svou strategickou polohou při vjezdu do Tallinnského zálivu.
Aegna se nachází na severozápadním okraji Tallinnského zálivu, 2 km na severozápad od výběžku Viimského poloostrova (Viimsi poolsaar) a 14 km na sever od Tallinnského přístavu v obvodu Kesklinn. Zeměpisné souřadnice středu ostrova jsou 59° 34' 50" severní šířky a 24° 45' 28" východní délky.
Ostrov má rozlohu 293 ha a nad mořskou hladinu se zvedá do výše 11 m. V současnosti je téměř bez stálých obyvatel, ale hojně rekreačně využíván.

## Jméno
Aegna se v pramenech objevuje pod celou řadou jmen.
Nejstarší zmínka ze 13. století ji jmenuje jako Wluesøø, roku 1409 je zmíněn název Olevessunde, 1434 Wulvessunt, 1539 Ulfen, 1569 Wolffessunde, 1589 De Wolff, 1650 Ulffö. Od 18. století se v německých pramenech užívá poměrně jednotně jména Wulf. Všechna tato jména se vykládají jako odvozeniny ze skandinávského ulv („vlk“), složené případně s ö („ostrov“) či sund („průliv“). Jen u varianty Olevessunde se někdy předpokládá souvislost se jménem Olaf, protože ostrov patřil k tallinnské svatoolafské (estonsky oleviste) farnosti.
Nejstarší záznam estonského jména ostrova pochází z roku 1683 a má podobu Eikisari. Druhá složka jména je estonské saar(i) („ostrov“), zatímco první není etymologicky jednoznačně vysvětlena. Někteří ji odvozují z osobního jména Eik (tedy „Eikův ostrov“), jiní z nářečního eik či aik, znamenajícího „kůň“, další z finského häikkä, znamenající písčitou mělčinu. Další estonská pojmenování navazují jak na tento estonský kmen, tak na germánský kmen ulv: Äignesaar, Vullisaar, Wulbisaar, Äigna, Aegna. Je doloženo též jméno Salmesaar, odvozený z estonského salm(e) („průliv“).

## Geografie

### Sousední ostrovy a útesy

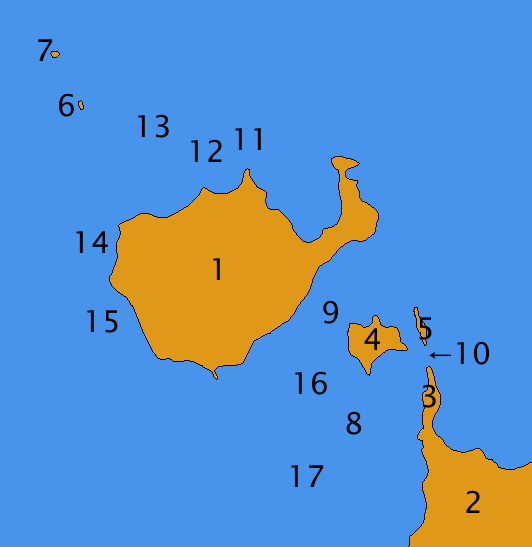
Ostrovy a útesy kolem ostrova Aegna

Ostrov Aegna (na mapce vpravo 1) je obklopen několika menšími ostrůvky a útesy. Mezi Aegnou a mysem Rohuneem (3), nejsevernějším výběžkem Viimského poloostrova (Viimsi poolsaar, 2), se nacházejí ostrůvky Kräsuli (4) a Kumbli (5), oddělené od Aegny Velkým průlivem (Suursalm, 9) a od Rohuneemu Malým průlivem (Väikesalm, 10). Části Tallinnského zálivu mezi Viimským poloostrovem a ostrovy Aegna a Kräsuli se říká Městský záliv (Linnalaht, 8).
Severozápadně od Aegny se nacházejí dva útesy, které se během posledního století vlivem postupného tektonického zdvihu staly jasně viditelnými ostrůvky. Blíže k Aegně leží Sillikrunn, zvaný též Vahekari, Peenkari či Peenekarikrunn (6), dále do moře vybíhá Suurkari neboli Vullikrunn (7).
Přibližně na střední úroveň mořské hladiny nebo těsně pod ní vyčnívají severně od Aegny útesy Peldikukari (11), Lõhekari (12) a Vahekivi (13), západně Kliuhkakari neboli Liuhkakari (14) a Punakivikari neboli Sitakari (15), jižně Angerjakari (16) a Oolgrunni kari, zvaný též Kajakakari, Allikari či Holgani kari (17).

### Mysy a výběžky

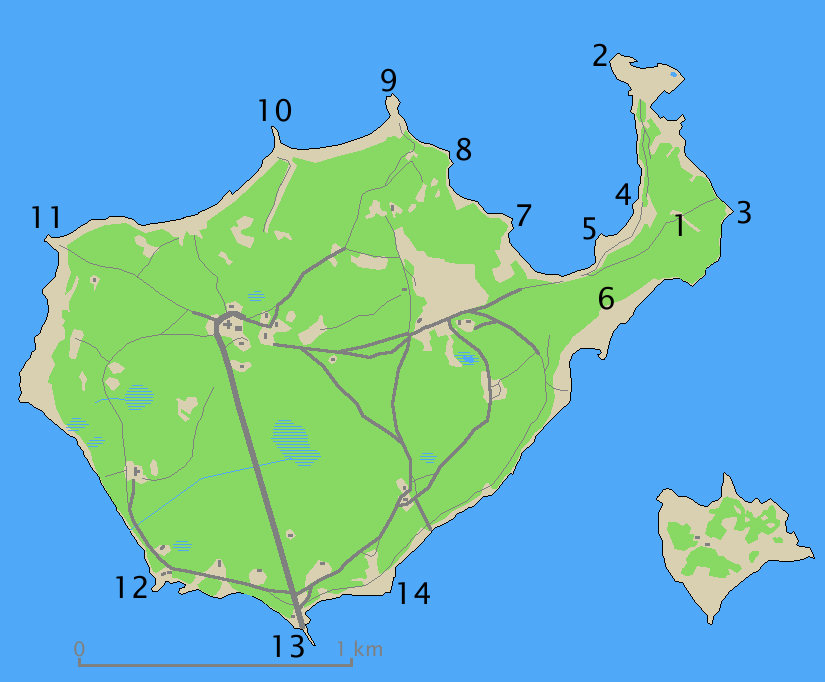
Mysy a výběžky ostrova Aegna

Aegna má poměrně uzavřený tvar, s výjimkou jediného výrazného poloostrova, zvaného Lemmiku neem (na mapce vpravo 1), vybíhajícího na severovýchod. Svá jména mají i některé výběžky tohoto poloostrova — na samém jeho konci Lemmiku nina (2), na východní straně Tagaloome ots (3), na severozápadní straně Saadukse (4) a Rabasloom (5). Lemmiku neem je s hlavní částí ostrova spojen šíjí zvanou Lemmiku kael neboli Kaela liiv (6).

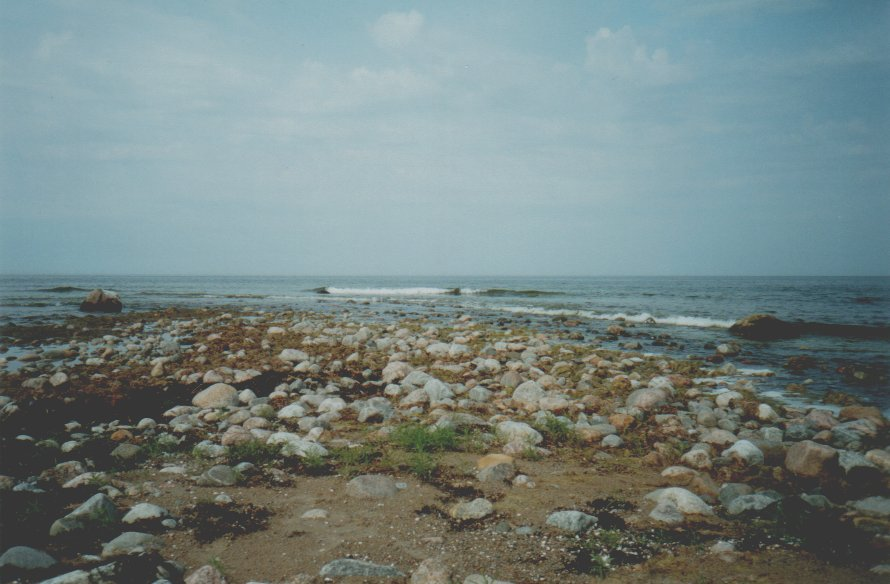
Výběžek Lõhekari ots

Hlavní část ostrova má výraznější mysy Eerikneem (9) se zbytky vojenské pozorovací věže a Lohknase ots (13), přebudovaný v přístavní molo. Další mysy a výběžky, které mají vlastní označení — Abneem (7), Tagaheinamaa nukk (8), Lõhekari ots (10), Kurikneem (11), Talneem neboli Kalavälja neem (12) a Karnap (14) — jsou spíš jen nepříliš výrazné zlomy pobřeží.

### Zálivy a zátoky

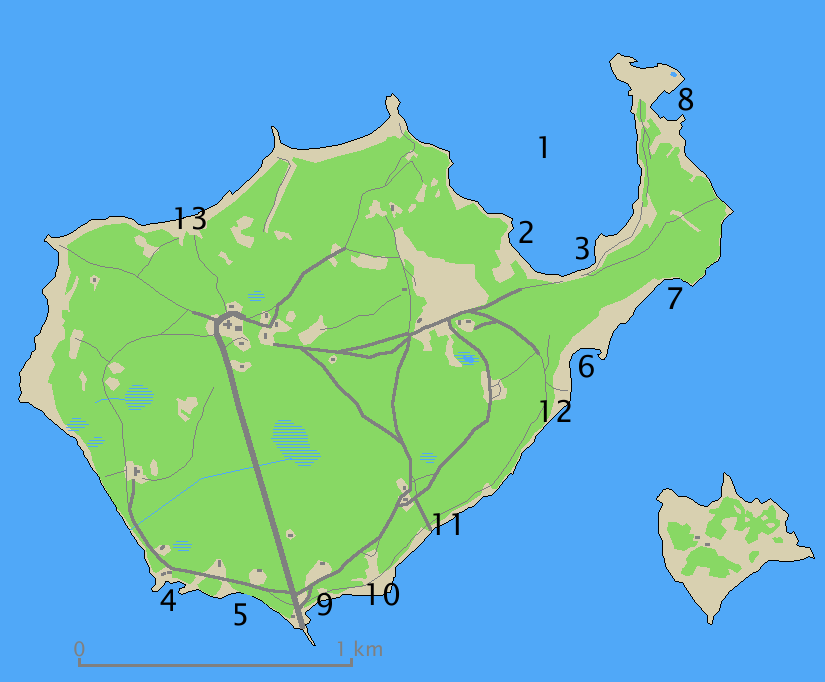
Zálivy a zátoky ostrova Aegna

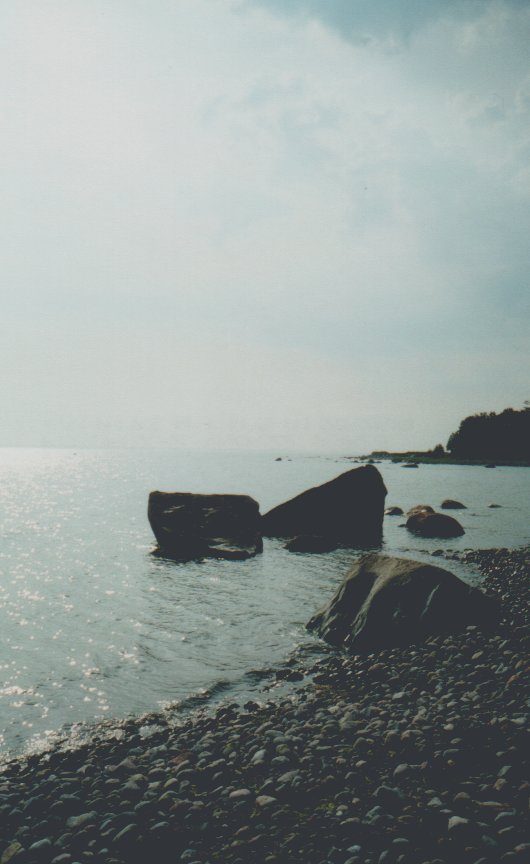
Pohled od přístavu přes Kalavälja lõugas na Talneem; v popředí Voorimehekivid

Hlavním zálivem ostrova je Külalaht (na mapce vpravo 1) mezi hlavní částí ostrova a Lemmiku neemem. Z pobřeží zálivu se vydělují dvě menší zátoky — Abneeme lõugas (2) a Liivalõugas neboli Rabasloome lõugas (3). Vlastní jméno dále mají Talneeme lõugas (4), Kalaauk neboli Kalavälja lõugas (5), Suurepaadi auk (6) a Sihiotsaalune (7) na jižním pobřeží ostrova a výrazný Pardilõugas (8) na pobřeží Lemmiku neemu. Zátočiny na severní a západní části ostrova, které byly dále od lidských obydlí, nemají ustálená pojmenování.
Na jižním pobřeží Aegny dostaly vlastní označení i jednotlivé úseky pobřeží — Lohknase rand (9), Karnapi rand (10), Hallikivi rand (11) a Mustamäe rand (12).
Až z nejnovější doby pochází prozaické pojmenování pláže na severní straně ostrova — Supelrand, tedy „Koupací břeh“ nebo „Pláž“ (13).

### Významné kameny

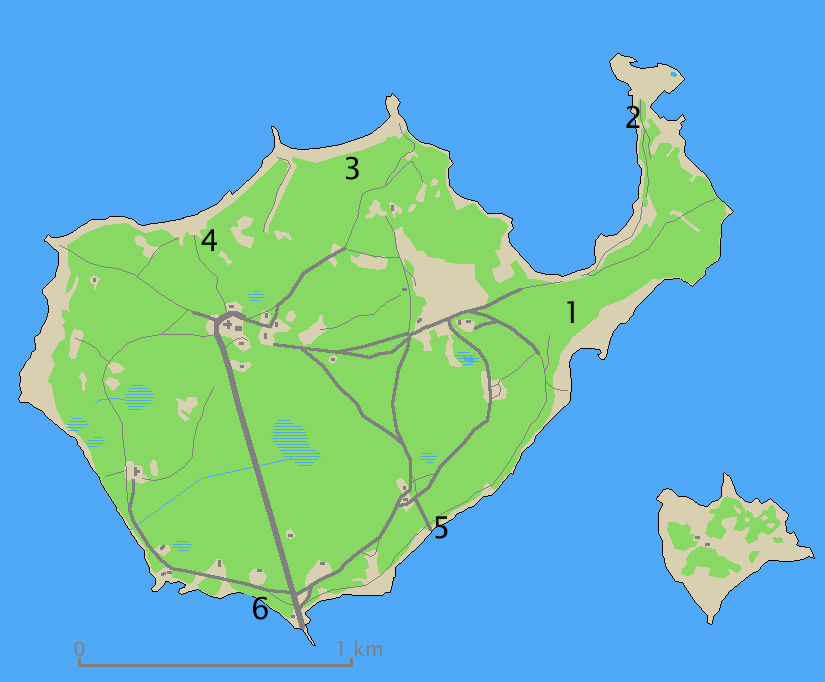
Významné kameny a kamenné skupiny na ostrově Aegna

Jako téměř celé území Estonska, nese i povrch ostrova Aegna stopy poslední doby ledové. Zejména v severní části ostrova se nalézají morénové útvary, a po celé ploše ostrova jsou rozesety bludné balvany. Některé z nich dosahují impozantní velikosti, mají vlastní jména a jsou opředeny legendami či dějinnými příběhy.

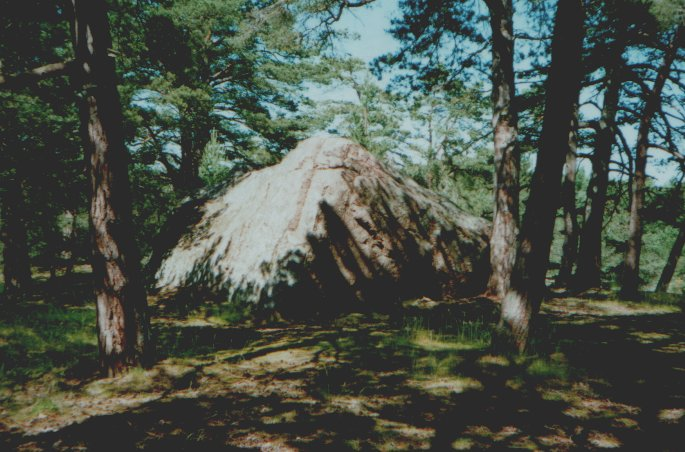
Jeden ze skupiny Velkých kamenů

Nejvýraznější skupinou kamenů jsou Velké kameny (Suured kivid, na plánku vpravo 1), celkem 23 rozměrných balvanů, z nichž největší — Tulekivi neboli Sihi Suurkivi — vyčnívá 3,8 m nad povrch a má obvod 34,1 m.
Z další význačné skupiny kamenů, Čarodějných kamenů (Nõiakivid, 4), jsou dnes k vidění již jen zbytky, protože balvany v době sovětské okupace rozstříleli vojáci na ostrově umístěné posádky.
Z jednotlivých balvanů si zmínku zaslouží Katlakivi (2) na východním břehu Külalahtu, Eerikukivi neboli Maiekivi (3) v lese poblíž Eerikneemu, Hall kivi (5) vyčnívající z vody nedaleko jihovýchodního pobřeží ostrova a dva Formanské kameny (Voorimehekivid, 6) ve vodě u pobřeží západně od přístavu.

### Močály

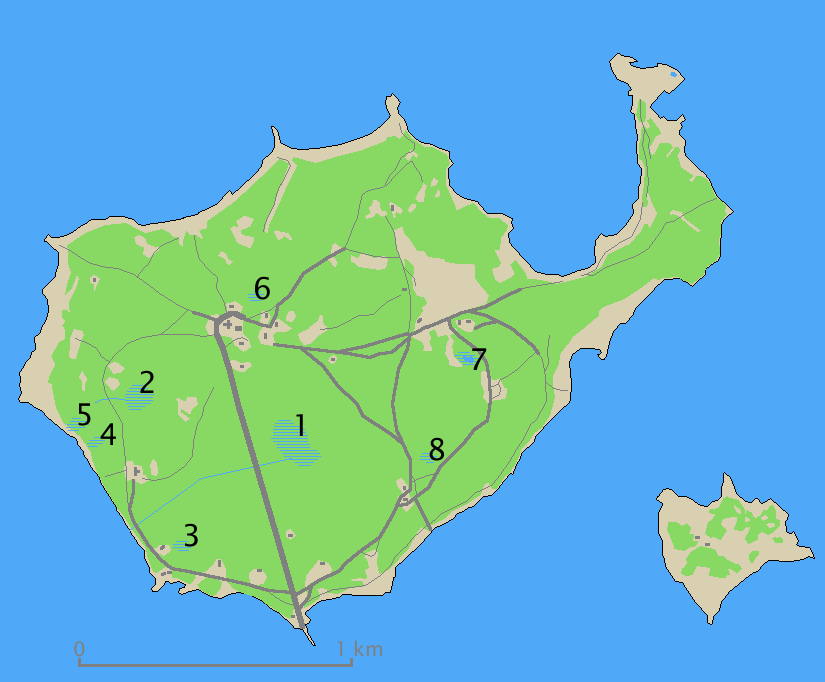
Močály na ostrově Aegna

Rovinatý povrch a jílovité podloží ostrova usnadnilo vznik několika jezírkům a močálům, z nichž část ovšem byla v minulosti úplně nebo částečně vysušena. Z močálů zachovaných do současnosti je největší Krõnkasoo neboli Krenkusoo (na mapce vpravo 1) nedaleko od středu ostrova, z něhož vede umělý odvodňovací příkop na jihozápad.
V západní části ostrova se nachází Järvesoo (2), dříve bažinami obklopené jezero, odvodněné v letech 1874-1882, z něhož směrem k pobřeží vede dnes již zarostlý a téměř suchý potok Vanaoja.
Dříve rozsáhlejší byl rovněž močál Talneemesoo (3), jehož potok Talneeme oja je dnes rovněž téměř neznatelný.
Téměř při pobřeží se nacházejí nevelké močály Raiesmikusoo neboli Raiestikusoo (4) a Üljevasoo (5).
V severní části ostrova nalezneme Samelikusoo (6), na východě Saunasoo (7) a na jihovýchodě téměř už vyschlý močál Juhanisoo (8).

## Příroda

### Geologie
Ostrov se vynořil v litorinálním stadiu vývoje Baltského moře přibližně před 4200 lety a v rámci doposud probíhajícího zdvihu východobaltské oblasti, způsobeného jednak reakcí na roztání pevninského ledovce, jednak tektonickými pochody, se postupně rozrostl až do současné velikosti.
Horninové jádro ostrova je tvořeno převážně jílovcovými a prachovcovými usazeninami, překrytými 10- až 12metrovou vrstvou morénového štěrku a písku.
Vlivem nerovnoměrného rozložení morénové vrstvy se na pobřeží ostrova střídají písčité a kamenité úseky.

### Flóra
Aegna je přibližně ze 70 % pokryta lesem. Lesní porosty jsou tvořeny z 59 % borovicí lesní, z 26 % smrkem ztepilým, 10 % olší lepkavou a 5 % břízou bělokorou.

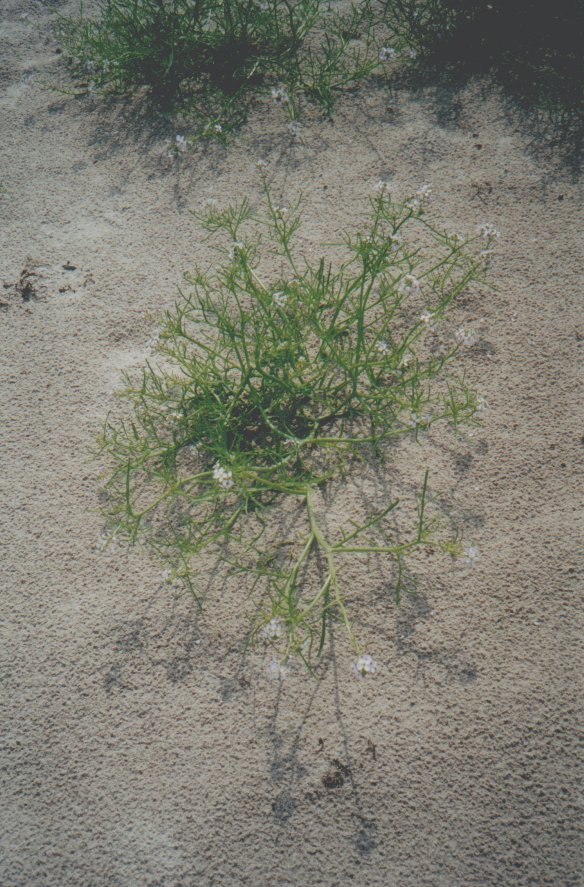
Pomořanka přímořská (Cakile maritima) na severním pobřeží Aegny

K typickým zástupcům bylinného patra ostrova patří na pobřeží kamýš písečný (Ammophila arenaria), Honkenya peploides, hrachor Lathyrus maritimus, pomořanka přímořská (Cakile maritima), trávnička prodloužená (Armeria elongata), hvozdík kropenatý (Dianthus deltoides), vratič obecný (Tanacetum vulgare), pelyněk ladní (Artemisia campestris) a růže svraskalá (Rosa rugosa), ve vnitrozemí rozchodník velký (Sedum maximum) a zimozel severní (Linnaea borealis).

### Fauna
Ze savců se na fauně ostrova podílejí především ježek západní, kuna skalní a veverka obecná černá. Jednotlivě se na ostrově občas vyskytuje prase divoké, liška obecná a zajíc polní; většinou se jedná o jedince přešlé po ledě z pevniny. V ojedinělých případech se na ostrově objeví los evropský, který je schopen z pevniny též přeplavat.
Na ostrově a v jeho pobřežních vodách se vyskytuje řada ptačích druhů. Z vodního ptactva si zmínku zasluhují populace labutě velké a hoholky lední. Na ostrově hnízdí rovněž orel mořský.
Na ostrově se nevyskytují hadi.

### Ochrana
Aegna je od roku 1991 chráněnou krajinnou oblastí.
Pro ochranu přirozeného prostředí ostrova bylo určeno maximální množství na ostrově současně pobývajících osob na 3000.

## Infrastruktura

### Doprava
Hlavní dopravní spojení ostrova se světem zajišťuje přístav, nacházející se na výběžku Lohknase ots. V letním období sem čtrnáctkrát do týdne jezdí pravidelná lodní linka z Tallinnského přístavu Pirita, zajišťovaná v současnosti motorovou plachetnicí Juku. V nabídce dopravních firem je též mimořádné lodní spojení na ostrov.

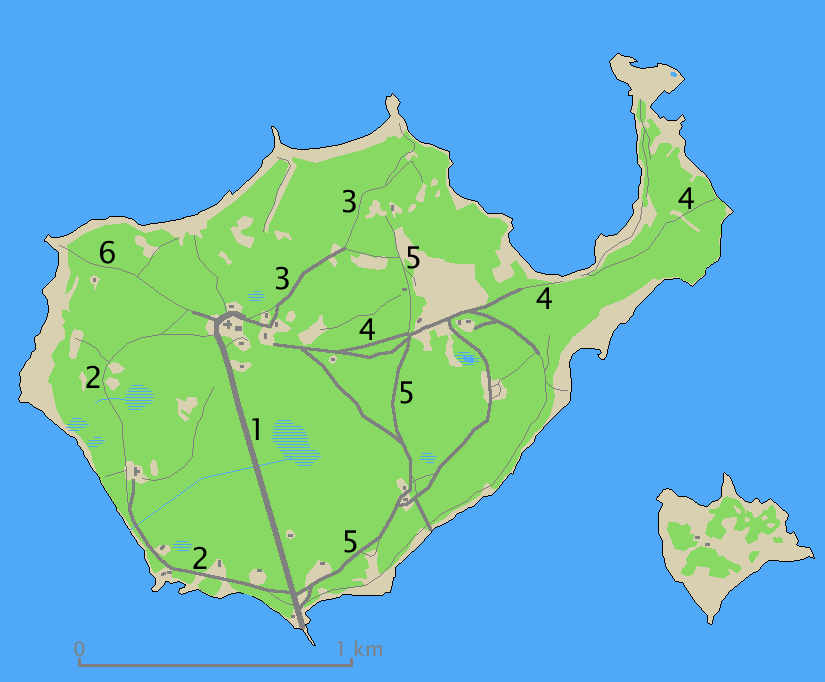
Hlavní cesty na ostrově Aegna

Doprava po ostrově je v omezené míře možná motorovými vozidly po největších cestách. Rozsáhlejší je síť cest sjízdných na bicyklu. Vzhledem k rozměrům ostrova je ideální doprava pěší.
V letech 1914-1944 fungovala na Aegně též úzkorozchodná železnice o celkové délce 3 km. Hlavní cestou ostrova je v současnosti zpevněná Tagamaa tee (na mapce vpravo 1), spojující přístav se středem ostrova. Na ni navazují historické cesty, dílem značně zarostlé a téměř nesjízdné: Kalavälja tee (2), vedoucí západním obloukem od přístavu do středu ostrova, navazující Külaniidu tee (4), která dosahuje až na východní pobřeží Lemmiku neemu, Eerikneeme tee (3), spojující střed ostrova s Eerikneemem, Karnapi tee (5), vedoucí od přístavu kolem Karnapu a dále směrem k Eerikneemu, a Kurikneeme tee (6), spojující střed ostrova s Kurikneemem.

### Inženýrské sítě
Hlavním zdrojem vody na Aegně je artéská studna ve středu ostrova. Voda se rozvádí jednoduchým, jen v letním období fungujícím vodovodem do budov v blízkém okolí studně. Z několika dříve používaných povrchových studní je dnes už většina mimo provoz.
Na ostrově není kanalizační síť ani úložiště odpadu. Odpadní vody směřují do lokálních jímek a trativodů, pevný odpad se odváží z ostrova na pevninu.
Aegna je připojena na elektrickou síť o napětí 10 kV podmořským kabelem z rozvodné stanice na Viimském poloostrově.

## Dějiny

### Předhistorická doba
Z ostrova nemáme dostatek archeologických nálezů, aby bylo možné uspokojivě zmapovat jeho dějiny v předhistorické době. Vodítkem je jen lidskou rukou zhotovená obětní prohlubeň na vrcholku jednoho z Velkých kamenů, jejíž využívání se datuje do 9. až 13. století.
Jihovýchodně od Eerikneemu se nacházejí sotva znatelné zbytky kamenného labyrintu, který však není uspokojivě datován. Labyrint byl ještě ve 30. letech 20. století popsán jako neporušený, ovšem během sovětské okupace byl z velké části zničen a je velmi nesnadné ho najít.

### Dánské a švédské období

#### Od prvních pramenů do konce 15. století

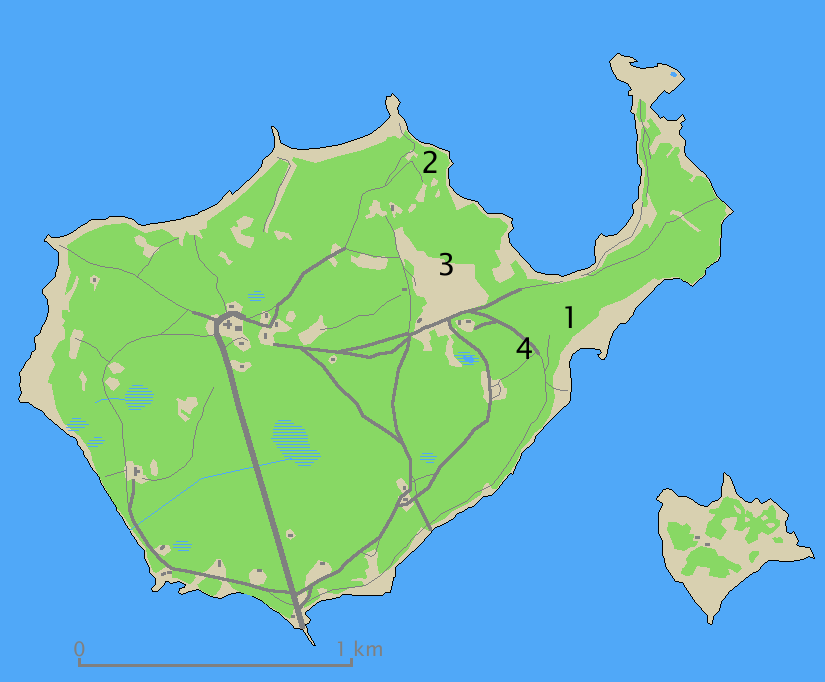
Místa spjatá se staršími dějinami ostrova: 1 - obětní kámen, 2 - zbytky kamenného labyrintu, 3 - umístění vesnice, 4 - vesnický hřbitov

První listinná zmínka o Aegně pochází z roku 1297, kdy dánský král Erik Menved zakázal na ostrově kácení stromů. Výjimku z tohoto zákazu měla pouze tallinnská radnice a purkrabí tallinnského hradu, kteří těžili na ostrově dřevo pro stavbu, otop a výrobu uhlí.
V dalších letech se jméno ostrova objevilo v několika jednotlivých záznamech, například v žádosti cisterciáckého kláštera sv. Michala o udělení povolení k těžbě dřeva či v soudních záznamech. Tak se kupříkladu dozvídáme, že roku 1409 byli potrestáni dva muži za nepovolené kácení stromů, nebo že téhož roku poblíž ostrova piráti napadli ruskou obchodní loď, obrali ji o zboží a námořníky ztloukli a naházeli přes palubu.
Z 15. století existují záznamy o různém využití ostrova. Jednalo se především o těžbu dřeva na přestavbu tallinnského přístavu a na otop a výrobu uhlí. Stavební dříví se dopravovalo do města ve vorech, otopové se vozilo ve člunech. Podle dochovaných dokumentů byly už v téže době na ostrově louky, z nichž se dováželo do města seno, a kolem ostrova se lovily ryby pro potřeby tallinnské radnice.

#### 16. století
V roce 1502 nebo 1503 přepadli u Aegny tallinnští kupci gdaňskou obchodní loď a uloupili z ní 10 900 veverčích kůží. O několik let později začal v okolí ostrova číhat na obchodní lodě dánský královský kapitán Sören Norby, což v roce 1528 vedlo k rozhodnutí tallinnské radnice, aby napříště v okolí ostrova hlídkovaly dva ozbrojené čluny. Tyto hlídky pak trvaly do roku 1566. Pravděpodobně v této době se na ostrově natrvalo usadilo několik desítek osob. Z roku 1539 máme na ostrově doložen městský chov koní, z let 1544–1552 chov karasů v jezeře na místě dnešního Jezerního močálu (Järvesoo). I z této doby máme doklady o občasné těžbě dřeva.
Roku 1568, tedy dva roky poté, co zmizely z vod kolem ostrova městské ozbrojené čluny, ostrov vyrabovali dánští piráti. Další velký nájezd provedli roku 1577 pro změnu švédští piráti, kteří s sebou odvezli též obyvatelstvo ostrova. Teprve se vzestupem švédské královské moci v celé oblasti během 17. století nebezpečí pirátských nájezdů zmizelo.

#### 17. století
Podle dokumentů bylo 17. století obdobím velkého rozvoje ostrova. Roku 1636 bylo zavedeno poštovní spojení lodí do Finska a dále do Švédska. Osazenstvo poštovního člunu tvořili obyvatelé ostrova, jichž v té době přibývalo. Pravidelnou se stala těžba palivového dřeva pro vápenné pece a pro cihelnu v Kopli.
Roku 1689 švédská správa přes protesty městské rady odebrala Aegnu z pravomoci tallinnské radnice a přiřadila ji tallinnskému hradu, který podléhal přímo královské kanceláři. Samotná správa ostrova byla vykonávána z Viimského statku. Tallinnská radnice roku 1691 znovu požádala o návrat k bývalým majetnickým a správním vztahům, ale žádost byla zamítnuta.

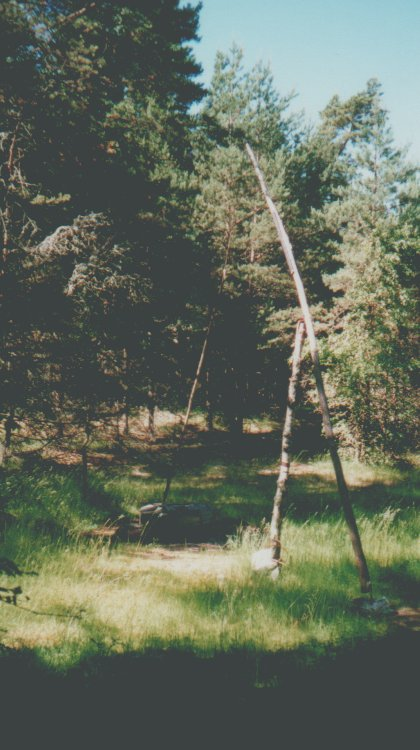
Stará vahadlová studna na Aegně

Z konce 17. století pochází nejstarší dochovaná mapa Aegny od švédského zeměměřiče Johana Homberga, v níž je ve východní části ostrova vyznačena vesnice o deseti usedlostech. Mapa zachycuje též rozložení luk a má vyznačen přístav v Suurepaadiauku. Podle Hombergových zápisků obyvatelé ostrova neměli vlastní pole, ale základem obživy jim byl lov cejnů a sleďů. Homberg zaznamenal i jména jednotlivých hospodářů:
1. Rotze Thomas, 2. Micko Jost, 3. Niggola Madis, 4. Matty Andres, 5. Didrich Otto, 6. Siffer Thomson, 7. Mattis Berentsen, 8. Mannokas Mattz, 9. Luttika Teno, 10. Juri Hansson.
Podle jmen sice není možné s jistotou určit původ jejich nositelů, ale dá se říct, že 1, 5, 6, 7 a 10 jsou jména švédská, 8 a 9 estonská, a 2, 3 a 4 by zněla přirozeně v obou jazycích.

### Ruské období

#### 18. století
Roku 1700 propukla Severní válka, v níž se Švédsko pokusilo obhájit nadvládu v baltském prostoru vůči Rusku a dalším konkurentům. Ruská vojska roku 1710 dobývají Tallinn, ve městě propuká morová epidemie a zasahuje i na Aegnu. Krátce poté byl ostrov převeden opět do správy města, pravděpodobně na intervenci městské rady u velitele dobytého města generálporučíka Felixe Rudolfa Bauera, baltského Němce v ruských službách. Car Petr I. Veliký však rozhodnutí opět změnil a Aegna se vrátila do správy Viimského statku. Po skončení Severní války mírovou smlouvou z Uusikaupunki roku 1721 se tallinnská radnice pokusila ještě jednou o zpětné získání Aegny, ale opět bezúspěšně.
Roku 1718 byla na carské nařízení starší dřevěná vížka, postavená jako varovné znamení na útesu Vullikrunn, nahrazena vyšším kamenným sloupem, na němž později přibyla i signální vlajka.
Po skončení války roku 1721 byla Aegna vyhlášena tzv. karenténním ostrovem a na jejím západním pobřeží byly postaveny dvě budovy pro nemocné morem. Když po několika letech morové nebezpečí pominulo, byly budovy přestavěny na kasárny ruské vojenské posádky, jejímž úkolem byla též obsluha na ostrově umístěné dělostřelecké baterie.

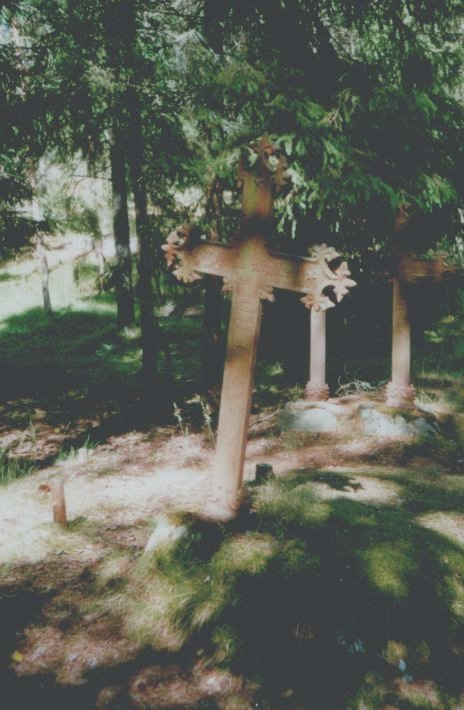
Vesnický hřbitov na ostrově Aegna

Civilní obyvatelstvo ostrova bylo tehdy ve srovnání s dřívější dobou již méně početné. Podle údajů z roku 1726 byly ve vesnici tři usedlosti: První obýval Švéd Hansfarre Dier se svou ženou, třemi syny, třemi dcerami, pacholkem a děvečkou, druhý Estonec Sare Ado se ženou, dvěma syny a dvěma dcerami a třetí rovněž Estonec Wabba Matzo Hind se ženou a dvěma dcerami. V dalších desetiletích se počet civilních obyvatel zřejmě ještě snížil, protože na tzv. Schmidově mapě z roku 1770 nacházíme už jen dvě usedlosti.
Teprve v 90. letech 18. století se začala populační situace ostrova měnit. Viimský pán začal podporovat stěhování na Aegnu, obyvatel na ostrově postupně přibývalo. Roku 1798 byla na východním okraji vesnice postavena dřevěná kaple sv. Alžběty (do té doby byla nejbližším svatostánkem pro obyvatele Aegny kaple sv. Jakuba na Viimském poloostrově).

#### Od počátku 19. století do r. 1907
V 19. století pokračovala podpora osidlování Aegny. Viimský pán poskytoval osadníkům zdarma stavební dřevo a pozemky, hotové budovy se pak stávaly majetkem Viimského statku a jejich obyvatelé nájemníky. Nové usedlosti vznikaly nadále v místech stávající vesnice. Rozvoje se dočkaly i další stavby — z roku 1821 máme záznam o přestavbě starého dřevěného majáku na nový kamenný, roku 1856 byly umístěny nové dřevěné orientační vížky na útesy Vullikrunn a Sillikrunn. V roce 1882 byla vysvěcena kaple u hřbitova, rovněž dřevěná stavba. Z roku 1891 máme zprávu o umístění orientačních vížek též na Lemmiku neem, a roku 1896 byl na severním pobřeží vztyčen montovaný železný maják, vysoký 12 m — jako předchozí majáky zatím neosvětlený (světlem byl vybaven teprve v roce 1910). Roku 1905 pak následoval dosud nejrozsáhlejší stavební projekt, umělé prohloubení Velkého průlivu mezi Aegnou a Kräsuli, kterým byly vedeny lodní linky z Tallinnu na východ. Na celkové délce 700 m byl plavební kanál rozšířen na 40 m a prohlouben na 3 m, a z obou stran byl vyznačen bójemi.
V roce 1900 bylo na ostrově 7 usedlostí. Hlavní obživou obyvatel zůstával rybolov a lov tuleňů, políčka a louky poskytovaly jen skromné přilepšení.

#### Ruská vojenská základna
Roku 1907 zahájilo carské Rusko realizaci nového plánu ochrany státních hranic. Součástí plánu bylo vytvoření systému pobřežní ochrany na linii Tallinn-Porkkala, přičemž Tallinn se měl stát základnou válečného loďstva. Aegna byla pro svou strategickou polohu určena za základnu dělostřelecké baterie, kontrolující Tallinnský záliv. Baterie se měla skládat ze dvou pancéřových věží vybavených celkem čtyřmi dvanáctipalcovými děly. Stát vykoupil Aegnu od tehdejšího Viimského pána, barona Felixe von Schottländera, civilní obyvatelstvo bylo z ostrova vyhnáno bez náhrady.
Když v roce 1914 vypukla 1. světová válka, nebyla stavba obranného systému v oblasti Tallinnského zálivu ještě vůbec započata. Teprve na sklonku zimy 1914 byla na západní pobřeží Aegny umístěna provizorní baterie, vybavená čtyřmi děly ráže 120 mm. Následujícího roku pak započala na severní straně ostrova stavba velké baterie o původně plánované ráži 305 mm. Stavba měla celkovou délku 200 m a na obou koncích byla opatřena devítimetrovými betonovými podstavci, na nichž se v kuličkových ložiscích otáčely obrněné věže, jejichž pancíř dosahoval na čelní straně tloušťky 305 mm. Na každé věži měla být umístěna dvě děla o dostřelu 30 km. V otočné části obou věží se nacházel též prostor pro mužstvo a skladiště střeliva. Východní věž byla vyšší, aby mohla v případě potřeby střílet přes západní.
Uprostřed mezi dělovými věžemi bylo vyvýšené velitelské stanoviště s opancéřovanou kupolí a s dieselovým generátorem, který napájel celý objekt. Všechny tři body měly být spojeny silnostěnnými betonovými tunely. Stavba však nebyla nikdy dokončena, při změně politické situace v roce 1917 dosud chyběla děla na jedné z věží a nebylo dobudováno čelní opevnění objektu.
Protože stavba velké baterie pokračovala pomalu a provizorní baterie nedostačovala, byla na západní straně ostrova nedaleko za provizorní baterií v letech 1915–1916 postavena menší baterie o čtyřech dělech ráže 130 mm. Každé dělo mělo vlastní betonovou základnu s předsunutým krytem, v němž byly místnosti pro mužstvo a sklad střeliva. Základny byly umístěny v severojižní linii v odstupech 40 m, velitelské stanoviště se nacházelo dalších 40 m na severovýchod od severního děla.
Obě nové baterie měly vlastní světlomety, které byly z taktických důvodů umístěny ve větší vzdálenosti od samotných děl. Světlomety byly umístěny na kolejích a byly vybaveny vlastními dieselovými generátory. Světlomet velké baterie měl svou pracovní pozici na Kurikneemu a jeho svítivost činila 2,2 miliardy kandel, světlomet malé baterie o svítivosti 30 miliónů kandel pracoval na Talneemu.
Kromě samotných staveb baterií vyrostla v těchto letech na Aegně úzkorozchodná železnice, určená především k převozu stavebního a vojenského materiálu mezi jednotlivými stanovišti. Jako další stavby byly poměrně v krátké době dokončeny ubikace pro stavební dělníky a posádkové vojáky, železniční depo, zdravotní stanice a dílna. Bylo vybudováno též přístavní molo poblíž Karnapu. Velmi záhy se však začalo v příboji rozpadat, a tak bylo rozebráno. Nové molo bylo následně postaveno na výběžku Lohknase, kde se — několikrát přestavěno — nachází dodnes.

#### Revoluce
V březnu roku 1917 propukly v Tallinnu hladové nepokoje, podněcované rudými revolucionáři. Neklid se následně rozšířil nejprve na nedaleký ostrov Naissaar, kde se vzbouřili nejprve dělníci na stavbě pevnosti a posléze i řadoví vojáci. Z Aegny byly hlášeny jen drobnější nepokoje, ovšem po propuknutí Velké říjnové revoluce v Rusku se ukázalo, že posádka stojí na straně bolševiků. Bolševické jednotky, které v lednu 1918 získaly kontrolu nad Tallinnem, se 23. února rozhodly k ústupu před blížícími se německými vojsky. Byl vydán rovněž rozkaz ke zničení všech vojenských objektů na Aegně, který je během noci a následujícího dne vykonán.
Německé jednotky vstoupily do Tallinnu večer 24. února, a pravděpodobně hned následujícího dne i na Aegnu. Kvůli strategické poloze ostrova na východním okraji Tallinnského zálivu bylo rozhodnuto zahájit okamžitě opravu velké i malé baterie. Malou se podařilo zprovoznit bez větších potíží, na opravu velké však nebyl k dispozici materiál, a tak začali němečtí vojáci stavět novou obrannou pozici o něco východněji. Jednalo se o dva neopevněné otočné podstavce, na něž byla instalována lodní děla ráže 100 mm.

### Estonská námořní pevnost

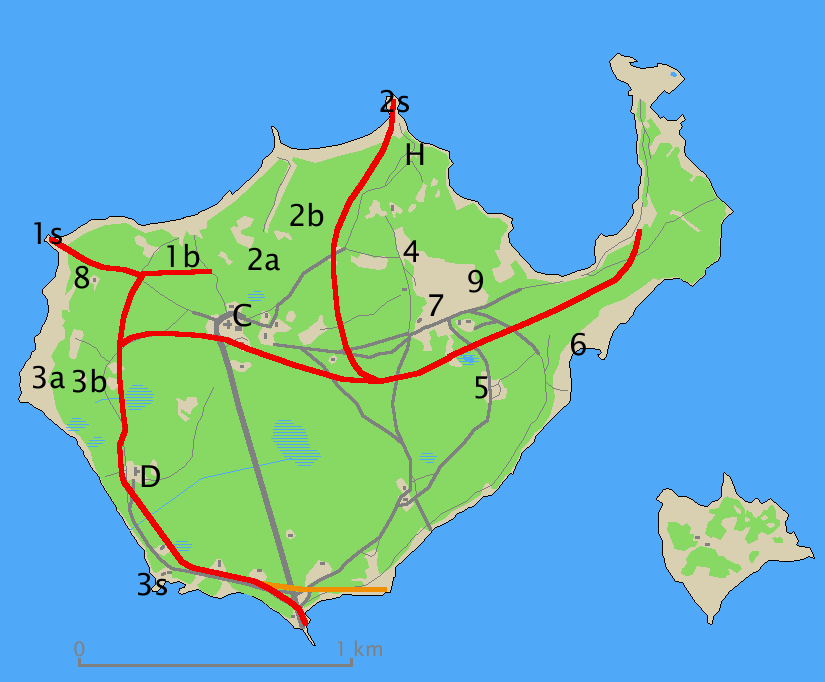
Vojenské objekty na Aegně: 1., 2. a 3. baterie (1b, 2b, 3b) a pracovní pozice jejich světlometů (1s, 2s, 3s), původní pozice 2. a 3. baterie (2a, 3a), protivýsadkové pozice (4, 5), výjezdní protivýsadková pozice (6), protiletadlová baterie (7), nová protiletadlová baterie z r. 1940 (8), baterie z r. 1942 (9), vojenské centrum (C), hlavní velitelské stanoviště (H) a důstojnické kasino (D). Červeně je vyznačena trasa úzkorozchodné železnice, oranžově záhy rozebraný úsek trasy k původnímu přístavnímu molu.

Na počátku listopadu 1918 propukla revoluce v Německu, a německé jednotky dostaly povel k návratu. 11. listopadu Německo kapitulovalo, 17. listopadu opouštějí němečtí vojáci Aegnu a odvážejí s sebou téměř všechen použitelný kovový materiál. Téhož dne přebírá kontrolu nad ostrovem Estonská domobrana. Velitelem ostrova byl jmenován poručík Paulson. Posádka ostrova byla zprvu složena z dobrovolných domobranců a byla podřízena Pobřežní ochraně Tallinnského okrsku Estonské domobrany. V únoru 1919 byla jako Oddělení pobřežních baterií včleněna do 1. pevnostní dělostřelecké divize, v červnu reorganizována jako Dělová a minová správa a později jako Štáb Námořní pevnosti.
Téměř okamžitě byly zahájeny práce na obnovení dělostřeleckých baterií. S využitím dílů převezených z baterií na Naissaaru a na poloostrově Tahkuna byla 1. května 1919 uvedena do provozu východní věž dvanáctipalcové baterie. Úplné dohotovení této baterie (nyní úředně označované jako 1. baterie) ovšem trvalo ještě deset let. Dostřel nových dvanáctipalcových děl byl 40 km, bojová posádka baterie čítala 12 důstojníků a 239 poddůstojníků a vojínů.
Malá baterie na západním pobřeží zůstala téměř nepoškozena, ovšem byla bez děl. Během roku 1919 na ni byla umístěna dvě děla o ráži 130 mm, další dvě následovala později. Bojová posádka baterie (nyní úředně 3. baterie) čítala 5 důstojníků a 98 poddůstojníků a vojínů.
Rovněž provizorní německá baterie (nyní úředně 2. baterie) ležící východně od 1. baterie byla znovu zprovozněna a osazena dvěma šestipalcovými děly. Roku 1924 pak byla přesunuta na nové stanoviště o něco blíže Eerikneemu a rozšířena o dvě další šestipalcová děla. Všechna čtyři děla měla dostřel 20 km a byla jednotlivě umístěna na okrouhlých betonových základnách, velitelské stanoviště chráněné pancéřovou kupolí bylo za nimi, tedy jižním směrem. V roce 1929 bylo vybudováno druhé velitelské stanoviště západně od baterie, v roce 1930 pak byl dostřel děl zvýšen na 28 km. Baterie byla vybavena světlometem vyjíždějícím do pracovní pozice na Eerikneemu. Bojová posádka baterie čítala 5 důstojníků a 98 poddůstojníků a vojínů.
Na podzim 1919 byla do prostoru bývalé vesnice umístěna protiletadlová baterie (úředně označovaná jako 10. baterie). Sestávala ze čtyř kruhových zemních valů, opatřených dřevěnými plošinami. Na třech z nich stála protiletadlová děla ráže 75 mm, použitelná též jako děla protivýsadková. V roce 1927 byla baterie dovybavena Papellovým zaměřovacím systémem. Roku 1936 byly zemní valy nahrazeny betonovými základnami s kryty, bylo vybudováno zvláštní velitelské stanoviště a baterie byla doplněna protiletadlovými kulomety. Začala též výstavba nové protiletadlové baterie poblíž Kurikneemu, ale ta byla dokončena až po obsazení ostrova Rudou armádou roku 1940. Sestávala ze čtyř betonových základen v odstupech 45 m, vybavených protiletadlovými děly ráže 47 mm.
Na protivýsadkovou obranu byly založeny dvě pozice severně a jižně od 10. baterie. Každá z nich byla osazena dvěma pojízdnými třípalcovými houfnicemi.
V roce 1927 byla dokončena stavba hlavního velitelského stanoviště jihovýchodně od Eerikneemu. Betonový bunkr s pancéřovým zastřešením a vysunutou pozorovatelnou se na rozdíl od většiny ostatních vojenských objektů dochoval ve stavu téměř neporušeném.
Za kasárny a sklady sloužily estonským vojákům na ostrově zprvu jen provizorní baráky. Teprve ve 30. letech byly postaveny povětšinou dřevěné stylové budovy kasáren, skladů a dílen ve vojenském centru ve středu ostrova, důstojnické kasino na jihozápadě ostrova, dále ambulance, domky důstojníků a poddůstojníků, škola pro jejich děti. Z těchto staveb se dodnes zachovalo jen důstojnické kasino a hlavní budova kasáren.
Na jaře roku 1940 bylo na Aegně zřízeno stanoviště lodivoda, kterého lodě připlouvající do tallinnského zálivu mohly žádat o lodivodskou službu.

### Období sovětské okupace

#### Druhá světová válka

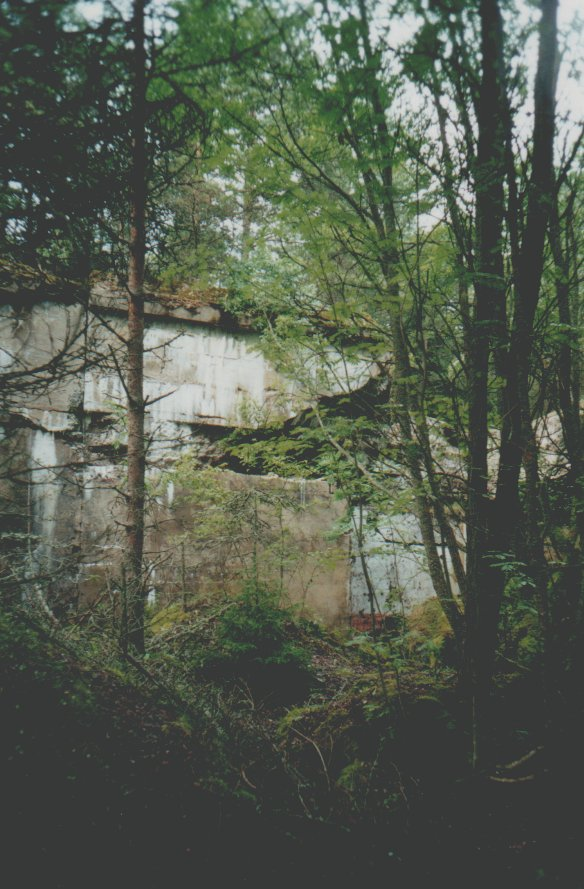
Ruiny 1. baterie

17. června 1940 začala Rudá armáda obsazovat Estonsko. Na Aegně v té době požádala o povolení k nouzovému přistání ruská obchodní loď, z níž se vylodily první invazní jednotky. 6. července Sovětský svaz uzavřel s Estonskem vynucenou smlouvu o desetiletém pronájmu ostrovů Aegna a Naissaar a vojenském zařízení na nich, estonští vojáci a jejich rodiny museli opustit ostrov.
22. srpna se k Aegně přiblížilo několik německých válečných lodí, ale palba z 1. baterie je donutila k ústupu. Německé síly odpověděly soustředěným vzdušným bombardováním ostrova, pod jehož tlakem ve dnech 27. až 29. srpna rudoarmějci ostrov opustili, odstřelili však většinu vojenských objektů.
Německé jednotky, které ostrov obsadily v následujících dnech, vybudovaly narychlo protiletadlovou baterii nedaleko jihozápadního břehu Külalahtu. Baterie sestávala z osmi okrouhlých betonových základen, osazených děly schopnými jak protiletecké, tak námořní palby, a obehnaných zemním valem. Velitelské stanoviště bylo umístěno uprostřed formace.

#### Poválečný vývoj
Po skončení války a opětovném obsazení Estonska sovětskou mocí už vojenské objekty na Aegně nebyly obnovovány. Na ostrově byla umístěna jen malá jednotka pohraniční stráže. Přístup civilním osobám byl zakázán, jen zřídka byly udělovány výjimky, ovšem vždy jen na hlavní část ostrova — poloostrov Lemmiku neem byl tak utajen, že až do 80. let 20. století na některých mapách zcela chyběl.
Od 60. let byl na Aegně povolen provoz rekreačních zařízení několika státních podniků, od roku 1975 byl pak ostrov převeden pod správu Tallinnu a byl povolen i krátkodobý neorganizovaný přístup občanům SSSR, kteří byli ve městě trvale hlášeni. Během 80. let se předpisy omezující vstup na ostrov dále uvolňovaly, a po obnovení estonské samostatnosti v roce 1991 byla Aegna opět zpřístupněna plné veřejnosti.

## Současnost
Ostrov dnes patří pod správu tallinnské městské části Kesklinn jakožto jediný ostrov patřící k Tallinnu. Hlášeni jsou na něm dva trvalí obyvatelé. Jakožto zachovalé přírodní území ležící v blízkosti města nezatížené tak masovou návštěvností jako území pevninská, je Aegna oblíbeným cílem celodenních či vícedenních výletů.
V roce 2004 vyhlásila tallinnská radnice soutěž o projekt na budoucí využití ostrova. Tehdejší náměstek starosty Toomas Vitsut vyslovil plán přestěhovat na ostrov městská kasina a případně též ostrov spojit mostem s pevninou. Ze 13 navržených projektů, povětšinou předpokládajících zničení přírodního prostředí ostrova v jeho současné podobě, nebyl žádný oceněn první cenou, ale tallinnská radnice vyjádřila odhodlání hledat investora pro přestavbu ostrova. Mezi dvěma zásadně rozdílnými pohledy na budoucí tvářnost ostrova — na jedné straně snahou o zachování přírodní a kulturní ochrany a omezeného rekreačního využití, na druhé straně plnou proměnou ostrova v zábavní centrum velkoměsta — ještě není rozhodnuto.